# John Robertson (football, 1877)
Pour les articles homonymes, voir John Robertson et Robertson.
John Tait Robertson, né à Dumbarton en Écosse, est un footballeur et entraîneur écossais. 
Il est le tout premier manager du Chelsea Football Club, d'avril 1905 à novembre 1906.

## Palmarès
- Vainqueur de la Southern Football League en 1899 avec Southampton
- Champion d’Écosse en 1900, 1901 et 1902 avec les Rangers
- Vainqueur de la Coupe d'Écosse en 1903 avec les Rangers